# Хлопчики (фільм, 1959)
«Хлопчики» (рос. «Мальчики») — український радянський дитячий художній фільм 1959 року режисера Суламіфі Цибульник.

## Сюжет
Київські школярі Петя, Ігор і Тимко вчаться в одному класі і живуть в одному будинку. Тимко після смерті батька — героя-льотчика — стає замкнутим і непримиренним. Одного разу Ігор з необережності стає винуватцем пожежі в конторі домоуправління. Обставини складаються так, що звинувачення падає на Тимка, якому загрожує виключення зі школи. Ігор з боягузтва мовчить. Дізнавшись правду, Петя змушує Ігоря в усьому зізнатися. До іспитів Тимко повертається в школу.

## У ролях
- Льоня Бабич — Петя Сергієнко
- Коля Чурсін — Тимко Дорош
- Саша Карпов — Ігор Скобіцкій
- Наташа Черноусова — Катя
- Гертруда Двойникова — мати Петі
- Валентин Грудінін — батько Петі
- Олена Машкара — Антоніна
- Олександр Гумбурґ — Афанасій Петрович
- Микола Дупак — Іван Лукич
- Лідія Сухаревська — Лідія Іванівна
- Олександр Хвиля — Тарас Бульба
- Михайло Білоусов — полковник
- Нонна Копержинська — жінка на вокзалі
- Володимир Олексієнко — залізничник
- Жанна Дмитрієнко
- Іван Гузиков

## Знімальна група
- Сценарій: Ганна Лисянська, Дора Вольперт
- Режисер-постановник: Суламіф Цибульник
- Оператор-постановник: Сурен Шахбазян
- Художник-постановник: Вульф Агранов
- Композитор: Оскар Сандлер
- Звукооператор: Аркадій Лупал
- Художник по костюмах: О. Лоренс
- Художник по гриму: Олена Парфенюк
- Режисер монтажу: Т. Лапокниш
- Редактор: Л. Чумакова
- Автор тексту пісні: Микола Сом
- Комбіновані зйомки: художник — Віктор Демінський, оператор — Микола Іллюшин
- Директор картини: П. Дєдов